# Nokia Series 80
Series 80 (inaczej Communicator) – wielozadaniowy system operacyjny, będący odmianą Symbiana, stosowany przez Nokię w telefonach komórkowych w  dwóch generacjach urządzeń określanych jako seria S80. Modele należące do obu grup mają wyświetlacz 640 × 200 pikseli z 4096 kolorów w przypadku S80/1 i 65536 kolorów w S80/2. Nowsza seria nie jest całkowicie kompatybilna w dół – część oprogramowania z 9210 działa na 9500, część nie.
Modele S80/1 (Symbian 6.0):
- Nokia 9210
- Nokia 9210i
- Nokia 9290

Modele S80/2 (Symbian 7.0s):
- Nokia 9300
- Nokia 9300i
- Nokia 9500